# Domanda biochimica di ossigeno
La richiesta biochimica di ossigeno, nota anche come BOD o BOD5 (acronimo dell'inglese Biochemical Oxygen Demand) si definisce come la quantità di O2 che viene utilizzata in 5 giorni dai microorganismi aerobi (inoculati o già presenti in soluzione da analizzare) per decomporre (ossidare) al buio e alla temperatura di 20 °C le sostanze organiche presenti in un litro d'acqua o di soluzione acquosa.
Viene normalmente espresso in mg di O2/l consumati in 5 giorni (120 ore). Il BOD è quindi una misura indiretta del contenuto di materia organica biodegradabile presente in un campione d'acqua o soluzione acquosa ed è uno dei parametri più in uso per stimare il carico inquinante delle acque reflue. Per la sua misura sono disponibili in commercio numerosi kit d'analisi di semplice utilizzo.

## Il test del BOD
Il test del BOD riproduce in laboratorio gli stessi fenomeni che si verificano in un corso d'acqua naturale non appena vi si immette un carico inquinante biodegradabile.
Infatti ad opera dei batteri, presenti naturalmente nell'acqua, avvengono i fenomeni di degradazione della sostanza organica. In natura ci sarebbero anche reazioni di degradazione anaerobiche, ma quelle che utilizzano O2 e che vanno a pesare sul BOD sono quelle aerobiche, quindi, per la misura del BOD si considerano solo queste ultime.
Durante l'attività aerobica di degradazione i batteri aerobi utilizzano l'O2 disciolto nell'acqua; dalla diminuzione del tenore di O2 si può allora risalire alla quantità di materia organica presente che rappresenta l'inquinante organico sversato nel corso d'acqua.
Per assicurare che tutte le altre condizioni siano uguali, in ogni campione d'acqua da analizzare viene inoculata una quantità molto piccola di microrganismi. L'inoculo consiste solitamente in fanghi attivi diluiti opportunamente con acqua deionizzata. Il test viene svolto al buio (per impedire che si sviluppino processi fotosintetici che generino O2) a una temperatura di 20 °C e per un periodo di tempo determinato, della durata di solito di 5 giorni (120 ore).
Possono, però essere svolti test anche di durata differente. In questo caso il valore del BOD deve essere indicato con il relativo pedice: per esempio per un BOD analizzato dopo 8 giorni (192 ore) dalla sua preparazione si scriverà BOD8, per un BOD analizzato dopo 12 giorni (288 ore) dalla sua preparazione si scriverà BOD12, mentre il tempo standard di riferimento è di 5 giorni (120 ore), quindi il BOD scritto senza pedice indica il BOD5.

### Metodo per diluizione
Il test del BOD viene effettuato diluendo un campione dell'acqua da analizzare con acqua deionizzata satura di O2, inoculando in esso una quantità fissata di microrganismi, sigillando il campione (per impedire che altro O2 passi in soluzione) e quindi conservandolo al buio (per impedire che si sviluppino processi fotosintetici che generino O2). Il campione è mantenuto al buio alla temperatura di 20 °C per tutta la durata del test (solitamente 5 giorni) e al termine di questo periodo viene analizzato l'O2 disciolto residuo.
(A) BODn campione analizzato (mg/l) = O2 disciolto inizio - O2 disciolto fine
(B) BODn bianco (mg/l) = O2 disciolto inizio - O2 disciolto fine
BODn campione originale (mg/l) = (A) x FD - (B)
dove FD = Fattore di diluizione del campione
Esistono alcune varianti a questa tipologia di test. In Inghilterra all'inizio del test viene aggiunta dell'alliltiourea al campione per prevenire l'ossidazione dell'ammoniaca. I risultati di questo tipo di test vengono definiti come BOT5 (ATU) in Inghilterra, o come BOD Carbonaceo (CBOD) negli U.S.A.. Un test usato poco frequentemente è anche l'Ultimate BOD (UBOD), nel quale vengono effettuate misure in continuo dell'O2 disciolto sinché il campione non ha raggiunto l'equilibrio.

### Metodo respirometrico
Il campione viene inserito in un contenitore dotato di manometro differenziale e sigillato ermeticamente per evitare scambi di O2. Nel corso della degradazione biologica del contenuto organico si ha consumo di O2, e ciò genera una depressione nel gas, misurata dal manometro. Se preventivamente tarato, il manometro restituisce immediatamente il valore di BOD del campione. In questo test è presente un'interferenza legata alla produzione di anidride carbonica; viene quindi aggiunta alla fase gassosa della potassa caustica che sottrae chimicamente la CO2.

## Cinetica di degradazione
La cinetica di degradazione della sostanza organica è di primo ordine:
{\displaystyle dB/dt=-kB}
in cui B è la concentrazione di BOD.
Integrando la relazione fra il tempo iniziale e il generico tempo t si ottiene che la concentrazione è esponenzialmente decrescente:
{\displaystyle B_{(t)}=B_{0}*e^{-kt}}
con {\displaystyle B_{0}} concentrazione iniziale di BOD.
L'O2 consumato C ha un andamento complementare:
{\displaystyle C_{(t)}=B_{0}(1-e^{-kt})}
Il parametro k è una costante del processo e dipende dal tipo di sostanza organica presente nel campione, dalla tipologia di flora batterica e dalla temperatura a cui il processo avviene.
Il BOD è simile come parametro al COD, poiché entrambi misurano la quantità di composti organici disciolta nell'acqua. Il COD è però meno specifico, poiché misura tutto quello che può essere ossidato chimicamente piuttosto che il livello di sostanza organica biologicamente attiva. Ciò implica che il valore di COD di un campione è sempre superiore, o al limite uguale, a quello di BOD.

## Valori di BOD tipici
Un fiume incontaminato ha solitamente valori di BOD5 minori di 1 mg/l. Un fiume moderatamente inquinato avrà valori di BOD5 fra i 2 e gli 8 mg/l. L'acqua di scarico trattata efficacemente da un impianto di depurazione acque reflue avrà valori di BOD di circa 20 mg/l. L'acqua di scarico non trattata ha valori variabili, mediamente attorno ai 600 mg/l, ma spesso anche maggiori come nel caso degli scarichi di industrie casearie (2000 mg/l) o delle acque di vegetazione degli oleifici (>5000 mg/l). Il valore di BOD5 medio degli scarichi influenti in un impianto di depurazione per liquami urbani è all'incirca di 200 mg/l.
L'analisi del BOD su scarichi industriali può portare a errori di valutazione, poiché in essi possono essere presenti sostanze tossiche che inibiscono l'azione batterica, o possono essere insufficienti i nutrienti minerali quali fosforo e azoto, o possono non essere presenti i ceppi batterici idonei alla metabolizzazione delle sostanze organiche presenti. Nonostante questi limiti, il BOD in campo industriale viene utilizzato perché consente di confrontare le sostanze biodegradabili dovute soprattutto alle attività domestiche, con le sostanze non biodegradabili dovute alle attività commerciali e produttive industriali.